# Ньярлатхотеп

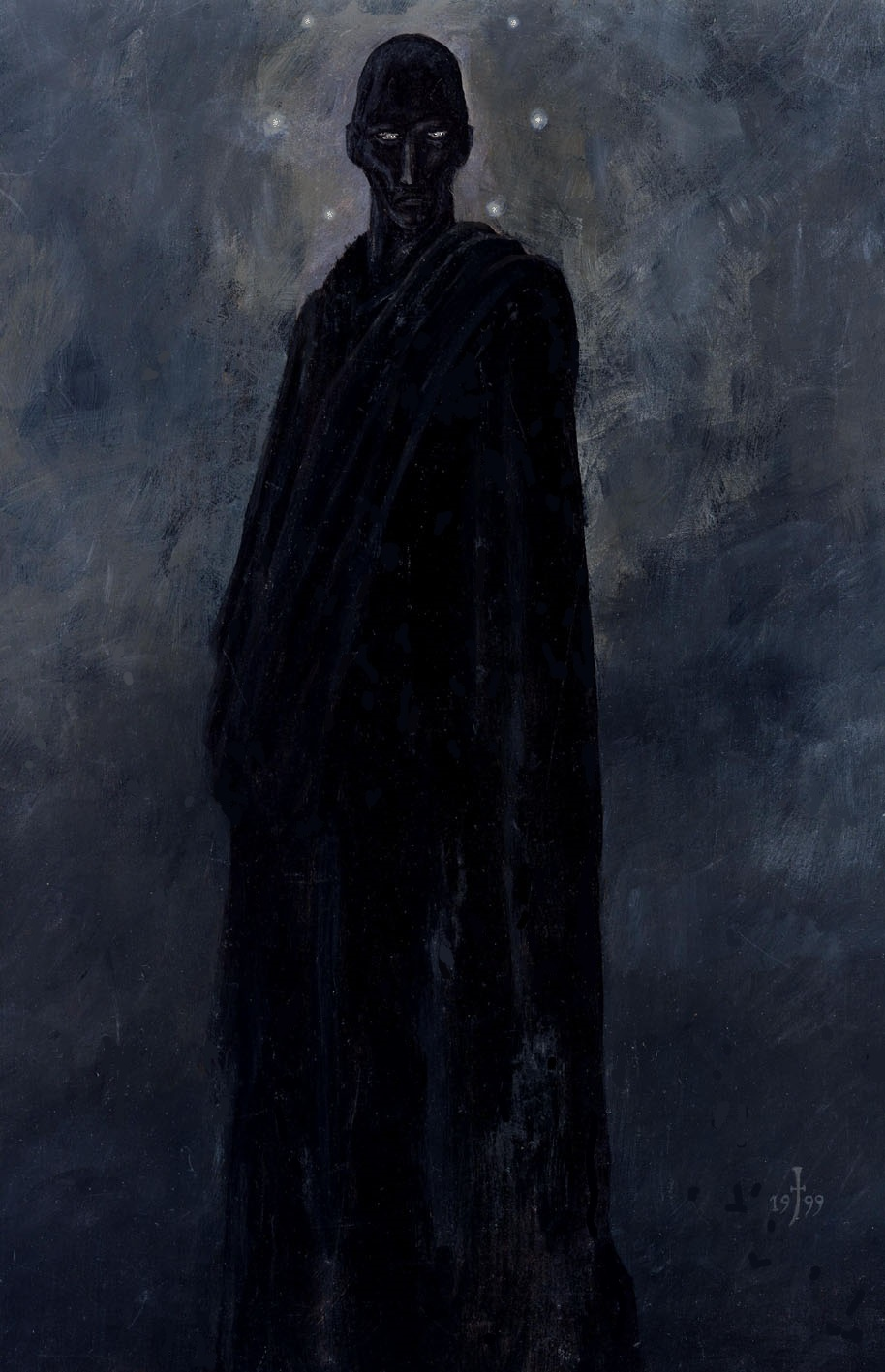
Н'ярлатотеп

Ньярлатхотеп, також Н'ярлатотеп (англ. Nyarlathotep) — вигаданий персонаж з творів Говарда Лавкрафта, втілення хаосу, посланець богів Міфів Ктулху. Не має чіткої форми, проте зазвичай постає як щось дуже огидне, мінливе чи вируюче («Ньярлатхотеп… Повзучий Хаос») … Зі слів самого Ньярлатхотепа, він має тисячі облич. Як «аватари Ньярлатхотепа» згадується об'єкт поклоніння містичного культу «Зоряна Мудрість», що потребує кривавих жертв та здатен перебувати лише в пітьмі.

## Опис
Вперше з'являється в поемі «Ньярлатхотеп»: він приходить з Єгипту в образі смаглявої худорлявої людини, що нагадує фараона давнини, і мандрує світом, пророкуючи загибель людства. Пізніше Г. Лавкрафт виклав загальний зміст поеми у XXI сонеті циклу «Гриби з Юґґоту».
|  | А потім з Єгипту прийшов Ньярлатхотеп. Ким він був, ніхто не міг сказати, але мав він древню кров у жилах та зовнішність Фараона. Чернь вклонялася, лише побачивши його, не знаючи чому. Він проголосив себе повсталим з пітьми двадцяти семи століть; знання його походили не з цієї планети. В землі цивілізовані ввійшов Ньярлатхотеп, ця струнка та смуглява потвора |

У творі «Сомнамбулічний пошук незвіданого Кадату» він з'являється в людському образі та намагається обдурити головного героя і не дати йому знайти місто з його сну.
|  | ... Між двома колонами чорношкірих невільників з'явилася самотня фігура — високий стрункий чоловік з юним обличчям античного фараона, одягнений у переливчастий хітон і увінчаний золотим вінцем, від якого йшло сяйво. Прямо до Картера йшов величний чоловік, чия горда статура та приємні риси обличчя були повними чарівності смаглявого бога або занепалого ангела і в чиїх очах грали потаємні іскорки вибагливої вдачі. |

Ньярлатхотеп, відповідно до загальної міфологічної системи Говарда Лавкрафта, є посланцем божевільного бога Азатота, і таким чином, серед усіх богів Лавкрафтівського пантеону лише Ньярлатхотеп здатен спілкуватися з людьми безпосередньо, у світі «простору», «часу» та «причинності». Окремі деталі творів, в яких згадується Ньярлатхотеп (окрім вже зазначених, можна особливо виділити «Сни у Відьомському Домі» чи «Той, що в Пітьмі Сидить») дозволяють припустити, що Ньярлатхотеп виступає уособленням постіндустріальної доби з її культом прогресу та технічними засобами, що дозволяють нівелювати простір і таким чином, за Лавкрафтом, трансформувати класичний Всесвіт у незрозумілий та жахливий Хаос.